# Julián Ruete Muniesa
Julián Ruete Muniesa (Madrid, 29 de gener de 1887 - Barcelona, març de 1939) fou un jugador, àrbitre, entrenador i directiu de futbol a Espanya al començament del segle xx.

## Trajectòria
Ruete va néixer al començament de 1887 a Madrid, ciutat en la qual desenvoluparia una àmplia trajectòria lligada al futbol.
Entre 1904 i 1910 va ser jugador i soci del Reial Madrid, i secretari de la Junta Directiva d'aquell club, equip que va abandonar per formar part de l'Atlètic de Madrid (en aquells temps Athletic de Madrid, equip vinculat a l'Athletic Club). Jugava com a migcampista.
El 1912, va ser elegit per primera vegada President de l'Atlètic de Madrid, càrrec que va mantenir fins a 1919. En aquest període, l'Atlètic estrenaria un nou camp, el d'O'Donnell (1913), i va avançar notablement en la seva independència pel que fa a l'Athletic de Bilbao.
Després de dos anys apartat de la presidència, el 1921 va ser elegit novament president, i va romandre en el càrrec fins a 1923. En aquest segon mandat, el club va ser Campió Regional i Subcampió d'Espanya, i va passar a jugar els seus partits a l'Estadi Metropolità.
A més de la seva relació amb l'Atlètic de Madrid, Ruete va anar molt més enllà en la seva vinculació amb el món del futbol. Va ser àrbitre, i va arribar a presidir el Comitè Nacional d'Àrbitres. Igualment va ser directiu de la Reial Federació Espanyola de Futbol.
També va fer de tècnic, entrenant l'Atlètic i el Nacional i exercint de secretari tècnic del Club Esportiu Castelló.
Entre 1921 i 1922 va ser seleccionador espanyol, dirigint Espanya en quatre partits que van acabar amb victòria.
Va morir a Barcelona el març de 1939.